# Mark Lamsfuß
Mark Lamsfuß, né le 19 avril 1994 à Wipperfürth, est un joueur allemand de badminton. Il joue pour le BC Wipperfeld,. Avec sa partenaire Isabel Lohau, il a remporté une médaille de bronze en double mixte aux Championnats du monde de badminton en 2022.

## Carrière
Mark Lamsfuß a commencé le badminton à l'âge de 3 ans. En 2013, il a remporté le tournoi Dutch Open Junior en double mixte avec Franziska Volkmann,. Ils ont également remporté le bronze aux Championnats d'Europe juniors de badminton 2013. La même année, il a intégré l'équipe nationale allemande de badminton et atteint la demi-finale en double hommes de l'Irish Open International Challenge avec Fabian Holzer. 
En 2016, il a remporté le Champioinnat National en double mixte avec Isabel Herttrich du BC Bischmisheim. En 2017, il a remporté son premier tournoi international BWF, le Masters d'Orléans en double mixte avec Isabel Herttrich.
En 2021, il a participé aux Championnats d'Europe à Kiev, en Ukraine, atteignant les demi-finales du double mixte avec Herttrich et la finale du double hommes avec Marvin Seidel. Malheureusement, il a été testé positif au COVID-19 et les organisateurs ont décidé d'annuler la finale. Néanmoins, Lamsfuß a ensuite reçu une médaille d'argent et une médaille de bronze pour ses résultats dans ce tournoi. En juillet, il a participé aux Jeux olympiques d'été de 2020 en double masculin et mixte, mais a été éliminé en phase de groupes dans les deux épreuves.
En 2022, il remporte les Championnats d'Europe à Madrid en double hommes avec Marvin Seidel et en double mixte avec Isabel Lohau.
Mark participe aux Jeux Olympiques de Paris en double hommes avec Marvin Seidel. Après le premier match perdu face aux joueurs indonésiens, la paire allemande déclare forfait à cause de l'état de genou de Mark.

## Palmarès

### Championnats du monde BWF
Double mixte
| Année | Lieu                                  | Partenaire               | Adversaire                    | Score      | Résultat |
| ----- | ------------------------------------- | ------------------------ | ----------------------------- | ---------- | -------- |
| 2022  | Gymnase métropolitain de Tokyo, Japon | Isabel Lohau (Herttrich) | Yuta Watanabe Arisa Higashino | 8-21, 6-21 | Bronze   |

### Championnats d'Europe
Double hommes
| Année | Lieu                                            | Partenaire    | Adversaire                   | Score        | Résultat |
| ----- | ----------------------------------------------- | ------------- | ---------------------------- | ------------ | -------- |
| 2021  | Palais des Sports, Kiev, Ukraine                | Marvin Seidel | Vladimir Ivanov Ivan Sozonov | WO           | Argent   |
| 2022  | Polideportivo Municipal Gallur, Madrid, Espagne | Marvin Seidel | Alexandre Dunn Adam Hall     | 21-17, 21-16 | Or       |

Double mixte
| Année | Lieu                                                    | Partenaire               | Adversaire                    | Score               | Résultat |
| ----- | ------------------------------------------------------- | ------------------------ | ----------------------------- | ------------------- | -------- |
| 2018  | Palacio de los Deportes Carolina Marín, Huelva, Espagne | Isabel Herttrich         | Chris Adcock Gabby Adcock     | 17-21, 21-15, 23-25 | Bronze   |
| 2021  | Palais des Sports, Kiev, Ukraine                        | Isabel Herttrich         | Rodion Alimov Alina Davletova | 22-20, 14-21, 22-24 | Bronze   |
| 2022  | Polideportivo Municipal Gallur, Madrid, Espagne         | Isabel Lohau (Herttrich) | Thom Gicquel Delphine Delrue  | 16-21, 22-20, 21-16 | Or       |

### Championnats d'Europe juniors
Double mixte
| Année | Lieu                                 | Partenaire         | Adversaire                       | Score               | Résultat |
| ----- | ------------------------------------ | ------------------ | -------------------------------- | ------------------- | -------- |
| 2013  | Salle de sport ASKI, Ankara, Turquie | Franziska Volkmann | David Daugaard Maiken Fruergaard | 11-21, 21-19, 12-21 | Bronze   |

### BWF World Tour (4 titres, 5 fois finaliste)
Le BWF World Tour, annoncé le 19 mars 2017 et mis en œuvre en 2018, est une série de tournois de badminton d'élite sanctionnés par la Fédération mondiale de badminton (BWF). Le BWF World Tour est divisé en niveaux de World Tour Finals, Super 1000, Super 750, Super 500, Super 300 (qui fait partie du HSBC World Tour) et du BWF Tour Super 100.
Double hommes
| Année | Tournoi           | Niveau    | Partenaire    | Adversaire                          | Score               | Résultat  |
| ----- | ----------------- | --------- | ------------- | ----------------------------------- | ------------------- | --------- |
| 2018  | Masters d'Orléans | Super 100 | Marvin Seidel | Shia Chun Kang Tan Wee Gieen        | 21-10, 21-18        | Vainqueur |
| 2018  | Ouvert du Canada  | Super 100 | Marvin Seidel | Marcus Ellis Chris Langridge        | 21-19, 18-21, 20-22 | Finaliste |
| 2019  | Open des Pays-Bas | Super 100 | Marvin Seidel | Vladimir Ivanov Ivan Sozonov        | 19-21, 16-21        | Finaliste |
| 2021  | Open de Suisse    | Super 300 | Marvin Seidel | Kim Astrup Anders Skaarup Rasmussen | 16-21, 11-21        | Finaliste |

Double mixte
| Year | Tournament      | Level     | Partner                  | Opponent                            | Score               | Result    |
| ---- | --------------- | --------- | ------------------------ | ----------------------------------- | ------------------- | --------- |
| 2018 | Swiss Open      | Super 300 | Isabel Herttrich         | Marcus Ellis Lauren Smith           | 22–20, 21–19        | Vainqueur |
| 2018 | Canada Open     | Super 100 | Isabel Herttrich         | Marcus Ellis Lauren Smith           | 13–21, 4–21         | Finaliste |
| 2020 | Denmark Open    | Super 750 | Isabel Herttrich         | Chris Adcock Gabby Adcock           | 18–21, 21–11, 21–14 | Vainqueur |
| 2020 | SaarLorLux Open | Super 100 | Isabel Herttrich         | Mathias Christiansen Alexandra Bøje | 15–21, 21–19, 11–21 | Finaliste |
| 2022 | Swiss Open      | Super 300 | Isabel Lohau (Herttrich) | Goh Soon Huat Shevon Jemie Lai      | 12–21, 21–18, 21–17 | Vainqueur |

### BWF International Challenge/Series (3 titres, 3 fois finaliste)
Double hommes
| Année | Tournoi                   | Partenaire    | Adversaire                             | Score        | Résultat  |
| ----- | ------------------------- | ------------- | -------------------------------------- | ------------ | --------- |
| 2017  | nuit blanche              | Marvin Seidel | Constantin Abramov Alexandre Zinchenko | 23-21, 21-14 | Vainqueur |
| 2019  | Azerbaïdjan International | Marvin Seidel | Marcus Ellis Chris Langridge           | 21-17, 23-21 | Vainqueur |

Double mixte
| Année | Tournoi                   | Partenaire               | Adversaire                   | Score               | Résultat  |
| ----- | ------------------------- | ------------------------ | ---------------------------- | ------------------- | --------- |
| 2017  | International d'Orléans   | Isabel Herttrich         | Chang Ko Chi Chang Hsin-tien | 21-9, 21-15         | Vainqueur |
| 2017  | nuit blanche              | Isabel Herttrich         | Marvin Seidel Linda Efler    | 21-18, 16-21, 15-21 | Finaliste |
| 2019  | Azerbaïdjan International | Isabel Herttrich         | Thom Gicquel Delphine Delrue | 21-9, 21-23, 15-21  | Finaliste |
| 2022  | Internationale galloise   | Isabel Lohau (Herttrich) | Jesper Toft Clara Graversen  | 18-21, 21-14, 16-21 | Finaliste |

 BWF International Challenge
 BWF International Series
 BWF Future Series